# Вузькотіла златка смородинова
Вузькотіла златка смородинова (Agrilus viridis var. fagi Ratz.) — жук з роду вузькотіла златка (Agrilus) (родини златок. Шкідник сільського господарства, пошкоджує чорну смородину.

## Опис

Імаго, личинка, лялечка та результат шкідництва на порічці.

Невеликий бронзовий блискучий жук, 6-9 міліметрів завдовжки і 2-2,3 мм завширшки.

## Екологія
Літає в кінці травня і в червні, живиться листям чорної смородини, вигризаючи його з країв. Яйця відкладає на гілки і черешки листя. З яєць виходять личинки, які вгризаються всередину гілки. Вони, подібно до гусениць смородинової склівки, вигризають серцевину пагонів і гілок. Характер пошкоджень і біологія златки такі самі, як і смородинової склівки, однак, на відміну від останньої, личинки златки закінчують розвиток упродовж одного року. Відрізнити їх можна лише за дорослою стадією і личинками, які у златки зовсім безногі та трохи потовщені біля головоки, у той час як гусениці склівки мають чітко виражену голову і 16 ніг. З'являються златки в кінці травня — червні, майже одночасно з метеликами смородинової склівки. Поширена в усіх районах, де вирощують чорну смородину.